# Ożarów
Ożarówⓘ é um município no sudeste da Polônia. Pertence à voivodia da Santa Cruz, no condado de Opatów. É a sede da comuna urbano-rural de Ożarów. Obteve os direitos de cidade de 1569 a 1869 e novamente a partir de 1988. De 1975 a 1998, pertenceu administrativamente à voivodia de Tarnobrzeg.
Estende-se por uma área de 7,8 km², com 4 172 habitantes, segundo o censo de 31 de dezembro de 2024, com uma densidade populacional de 536 hab./km².
A principal indústria da cidade é o Grupa Ożarów SA, que produz cimento e massa betuminosa.

## Localização
A cidade está localizada na parte leste da voivodia de Santa Cruz, no condado de Opatów, a aproximadamente quinze quilômetros a oeste do rio Vístula.
Em Ożarów, a estrada nacional n.º 79 (Varsóvia — Sandomierz — Bytom) cruza com a estrada provincial n.º 755 (Ostrowiec Świętokrzyski — Kosin).

## História

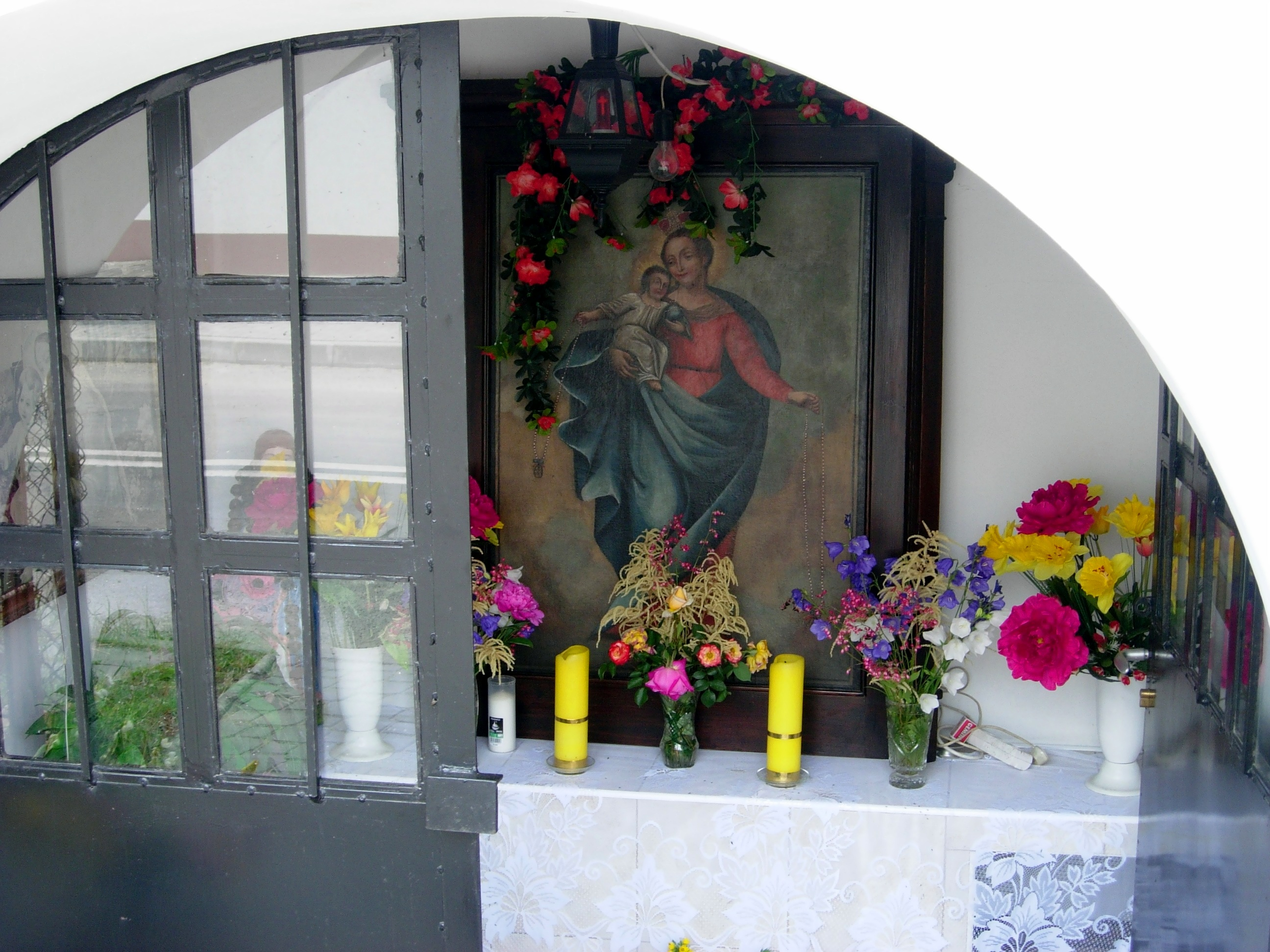
Interior da capela histórica na rua Mickiewicza

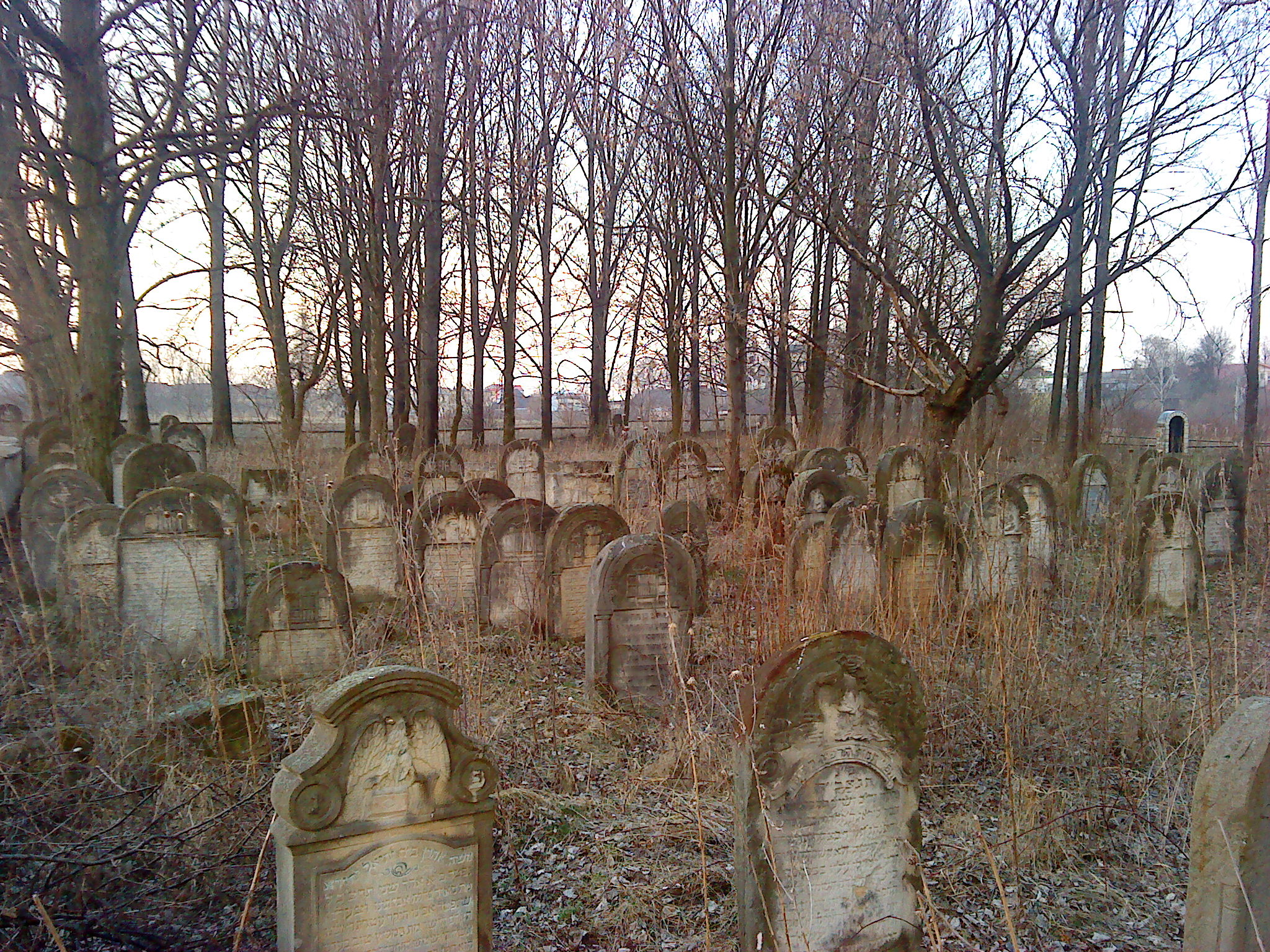
Cemitério judaico

Ożarów foi fundada em 1569 por Józef Ożarowski no local da aldeia de Wyszmontów. O rei Sigismundo II Augusto concedeu os direitos de cidade.
Graças à sua localização favorável no cruzamento de rotas comerciais, o comércio e o artesanato se desenvolveram em Ożarów. Nos séculos XVII e XVIII, a cidade era um importante centro protestante. Em 1628, um sínodo provincial calvinista foi realizado em Ożarów.
Em 1628, uma disputa pela igreja eclodiu entre os católicos e os calvinistas de Ożarów. Apesar do apoio dado ao lado calvinista pelos então proprietários da cidade, a família Ożarowski, a disputa terminou com os católicos assumindo o controle da igreja.
Em 1767, um grande incêndio destruiu o centro da cidade, que mais tarde foi reconstruído em outro local. O antigo centro da cidade estava localizado nas proximidades da atual rua Kolejowa.
Em 1869, como muitas outras cidades da divisão russa, Ożarów perdeu seus direitos municipais.
Durante a Revolução Russa de 1905, Ożarów se viu nas fronteiras da chamada República Ostrowiec. Em dezembro de 1907, três combatentes do Partido Socialista Polonês foram mortos aqui em uma escaramuça com dragões russos.
Em 1915, Józef Piłsudski ficou na cidade. Em 25 de maio de 1915, a 1.ª Brigada das Legiões Polonesas entrou na cidade. Houve uma escaramuça perto de Ożarów com as tropas russas, que foram forçadas a deixar a cidade. Os russos em retirada incendiaram Ożarów. A reconstrução ocorreu entre 1916 e 1920.
De janeiro a outubro de 1942, havia um gueto em Ożarów, com judeus de Ożarów, Radom, Włocławek e também um grupo de judeus de Viena. Sua população média era de 4 500 pessoas. No outono de 1942, os judeus foram deportados para o campo de extermínio de Treblinka, onde provavelmente foram todos assassinados. Ożarów perdeu quase 70% de sua população.
Em 1972, a construção de uma fábrica de cimento começou em Ożarów. A criação de uma grande unidade industrial deu à cidade um impulso para o rápido desenvolvimento. Isso permitiu que Ożarów recuperasse seus direitos municipais em 1988, tornando-se novamente uma cidade, com base em uma resolução do Conselho de Estado de 18 de dezembro de 1987. Na década de 1990, a fábrica de cimento Ożarów foi comprada pela empresa irlandesa CRH.

## Demografia
Conforme os dados do Escritório Central de Estatística da Polônia (GUS) de 31 de dezembro de 2024, Ożarów é uma cidade muito pequena com uma população de 4 172 habitantes (19.º lugar na voivodia de Santa Cruz e 620.º lugar na Polônia), tem uma área de 7,8 km² (35.º lugar na voivodia de Santa Cruz e 722.º lugar na Polônia) e uma densidade populacional de 536 hab./km² (13.º lugar na voivodia de Santa Cruz e 569.º lugar na Polônia). Entre 2002–2024, o número de habitantes diminuiu 17,4%.
Os habitantes de Ożarów constituem cerca de 8,67% da população do condado de Opatów, constituindo 0,36% da população da voivodia de Santa Cruz.
| Descrição                         | Total      | Total   | Mulheres   | Mulheres | Homens     | Homens  |
| --------------------------------- | ---------- | ------- | ---------- | -------- | ---------- | ------- |
| unidade                           | habitantes | %       | habitantes | %        | habitantes | %       |
| população                         | 4 172      | 100     | 2 174      | 52,1     | 1 998      | 47,9    |
| área                              | 7,8 km²    | 7,8 km² | 7,8 km²    | 7,8 km²  | 7,8 km²    | 7,8 km² |
| densidade populacional (hab./km²) | 536        | 536     | 279,3      | 279,3    | 256,7      | 256,7   |

## Monumentos históricos
- Igreja paroquial de Santo Estanislau, o Bispo, da virada do século XX. Construída no local de uma igreja de madeira anterior. Ao lado dela há uma torre de sino de madeira do século XVIII. O registro de monumentos imóveis inclui o pátio da igreja com a capela funerária da família Karski, da primeira metade do século XIX, e a torre do sino de madeira.[9]
- Capela do início do século XIX, localizada na rua Mickiewicza, erguida como um ato de ação de graças por salvar a cidade da peste.[9]
- Cemitério judeu do século XVII − cerca de cem matzeva do século XIX e início do século XX sobreviveram em sua totalidade, bem como outras cerca de duzentas danificadas ou vestigiais.[9]
- Cemitério paroquial.[9]

## Esporte
- Alit Ożarów – é um clube de futebol que participou da temporada 2024/2025 na IV Liga, grupo świętokrzyska.[10]

## Comunidades religiosas
- Igreja Católica de Rito Latino:
  - Paróquia de Santo Estanislau, o Bispo[11]
- Testemunhas de Jeová:
  - Igreja